# مونیکا لوپس
مونیکا لوپس (اسپانیایی: Mónica López‎؛ زادهٔ ۳۰ مهٔ ۱۹۶۹) بازیگر اهل اسپانیا است.
از فیلم‌ها یا مجموعه‌های تلویزیونی که وی در آن‌ها نقش داشته است، می‌توان به افراد خودی، متهم، کارلوس، پادشاه امپراتور، میهمان ناخوانده، ایه‌رو و همه چیز دروغ است اشاره نمود.